# 288478 Fahlman
288478 Fahlman este un asteroid din centura principală de asteroizi.

## Descriere
288478 Fahlman este un asteroid din centura principală de asteroizi. A fost descoperit pe 16 martie 2004 la Mauna Kea de David D. Balam. Asteroidul prezintă o orbită caracterizată de o semiaxă mare de 2,80 ua, o excentricitate de 0,18 și o înclinație de 7,4° în raport cu ecliptica.